# Василев Майдан
 Василев Майдан  — село в Починковском районе Нижегородской области. 

## География
Находится в южной части Нижегородской области на расстоянии приблизительно 18 километров по прямой на север-северо-запад от села Починки, административного центра района.  

## История
Основано в 1782 году графом Разумовским, переселившим сюда крепостных из Черниговской губернии. В советское время работали колхозы «Красный Партизан» и «26 лет РККА», откормосовхоз. До 2020 года было административным центром Василево-Майданского сельсовета.

## Население
Постоянное население составляло 253 человека (русские 93%) в 2002 году, 258 в 2010.